# Gorgonocephalidae
Gorgonocephalidae è una famiglia di echinodermi.

## Generi
- Asteroporpa
- Astracme
- Astroboa
- Astrocaneum
- Astrochalcis
- Astrochele
- Astrochlamys
- Astroclon
- Astrocnida
- Astroconus
- Astrocrius
- Astrocynodus
- Astrodactylus
- Astrodendrum
- Astrodictyum
- Astroglymma
- Astroglymna
- Astrogomphus
- Astrogordius
- Astrohamma
- Astrohelix
- Astroniwa
- Astrophyton
- Astroplegma
- Astroporpa
- Astroraphis
- Astrosierra
- Astrospartus Döderlein, 1911
- Astrostephanus
- Astrothorax
- Astrothrombus
- Astrotoma
- Astrozona
- Conocladus
- Euryale (syn. Astrophyton)
- Gorgonocephalinae
- Gorgonocephalus
- Ophiocrene
- Ophiohelix
- Ophiozeta
- Schizostella